# 钝魣
钝魣又名摩達金梭魚、台灣梭子魚（学名：Sphyraena obtusata）为魣科魣屬的鱼类，俗名郎萨（鱼予）。分布于地中海、红海及非洲东岸、到太平洋中部波利尼西亚、南到新西兰、北到琉球群岛、台湾岛以及西沙等，棲息深度20-120公尺，本魚體細長，被小的圓鱗，頭尖長，口大，水平，尖下顎突出，顏色一般上部綠色，下部銀色，背鰭硬棘6枚，背鰭軟條9枚，臀鰭硬棘2枚，臀鰭軟條9枚，體長可達55公分。棲息在海灣、河口區，成群活動，屬肉食性，可做為食用魚及遊釣魚。